# Rois d'Osraige

Royaume d'Osraige

Les rois d'Osraige ou en anglais Ossory  ; régnèrent sur ce qui fut principalement un État tampon entre le Leinster et le Munster.

## Historique

### Localisation
Les frontières sud de l'Osraige étaient les fleuves côtiers Barrow et Suir, bien qu'à l'origine ce territoire s'étendît jusqu'à la mer, et que ses rois eussent quelque influence sur les rois normands de Waterford. Vers le nord, il se peut qu'il se soit étendu au-delà des montagnes de Slieve Bloom et ait atteint le fleuve Shannon, mais, pendant la période historique, il s'arrêtait au sud de ces montagnes, la rivière Nore constituant généralement la frontière.
En partant du nord, et en pivotant dans le sens des aiguilles d'une montre, il était bordé par les royaumes ou seigneuries suivantes : Ele, Ui Duach, Loigis, Ui Drona, Uí Cheinnselaigh, Déisi Mumhain, et Eóganachta Caisel. La ville principale et la capitale de cet état était Kilkenny. Le comté actuel de Kilkenny, ainsi que la partie ouest du comté de Laois, constituent le cœur de cet ancien royaume.

### Dynastie
On[Qui ?] dit que le nom d'Osraige vient des Usdaie, une tribu que la carte d'Irlande de Ptolémée place à peu près dans la même zone qu'Osfraige occupa plus tard. Les autres tribus du voisinage étaient les Brigantes et les Cauci. Les Osfraiges se réclamaient descendre des Ivernes.
Selon les généalogies traditionnelles le royaume d'Osraige aurait été fondé au IIe siècle par Lóegaire Birn Buádach (Loegaire Birn le Victorieux), fils Óenghus Osrithe, un descendant du fabuleux Breasal Breac. Ses propres descendants le Dál Birn auraient exercé le pouvoir avant d'être renversés à la fin du Ve siècle par Cucraidh mac Duach Iarleith de la famille des rois de Munster. Ils auraient recouvré leur héritage au VIe siècle et ce n'est qu'à partir de cette époque que l'on peut donner une liste des rois d'Osraige. Au XIe siècle la dynastie régnante prit le nom de Mac Gillo Patraic, qui fut plus tard changé en celui de Fitz-Patrick
Après l'invasion des anglo-normands, les Mac Gillo Patraic durent se réfugier dans le Haut Ossory, qu'ils conservèrent jusqu'en 1537 époque à laquelle Brian Og Mac Gillo Patraic mort en 1551 se soumit au roi d'Angleterre. En 1541 dans le cadre du processus de Renonciation et restitution, il fut admis dans la noblesse anglo-irlandaise avec le titre de 1er baron de Castletown. Un de ses descendants de la branche cadette connue sous le nom de Fitz-Patrick ; Richard (mort en 1727) devint baron de Gowran en 1714. Son fils John mort en 1758 fut titré comte d'Upper-Ossory en 1751.

## Premiers rois d'Osraige

### Rois Dál Birn
- Óenghus Osrithe
- Lóegaire Birn Buádach éponyme du Dál Birn, puis en ligne directe:
- Amhalgadh
- Echach Lámdóith
- Buan
- Caibre Niadh Corb
- Cairbre Caomh (non mentionné dans le Livre de Leinster)
- Conall
- Rumaind Duach
- Faolan
- Laignich Fáelaidh
- Bicne Cáech , père de Colman Mór mac Bicne Caoch.

### Rois issus du Corcu Loígde
- Cucraidh mac Duach Iarleith, fils de Duach Iarlaith, arrière-petit-fils de  Conall Corc mac Lugaid;
- Feradach Finn mac Tuathalain, ???-584 ;
- Colman mac Feradaich     584-601 ;
- Aodh Osraighe mac Laoghaire ;
- Cennfeladh mac Feradaich ;
- Scannlan mac Colmain ;
- Scannlan mac Cennfelaidh   ???-642.

## Dynastie d'Oenghus Oisrithe rétablie
- ???-605: Cólman Mór mac Bicne Caoch
- 605-624: Ronan Righflaith mac Scannlan
- 624-643: Scannlan Mór mac Colmain
- 643-678: Tuaimsnamha mac Blathmac
- ????  -660: Fáelan mac Crundmáel
- 678-693: Fáelchar Ua Máele Ódrain
- ???-712: Cú Cherca mac Fáeláin
- 713-???: Flann mac Congail
- ???-??? : Ailill mac Fáeláin
- ????   -735 : Cellach mac Fáelchair
- 735-740 : Forbasach mac Ailella
- 740-760 : Anmchad mac Con Cherca
- 760-770 : Tóim Snáma mac Flainn
- 765-772 : Dúngal mac Cellaig
- 770-786 : Fáelán mac Forbasaig
- 786-790 : Maolduin mac Cumascaich
- 790-802 : Fergal mac Anmcaid
- 802-842 : Dúngal mac Fergaile
- 842-888: Cerball mac Dúnlainge
- 888-894: Riacán mac Dúnlainge
- 894-905: Diarmait mac Cerbaill, déposé
- 905-908: Cellach mac Cerbaill
- 908-928: Diarmait mac Cerbaill, rétabli
- 928-933: Cuilén mac Cellaig
- 934-976: Donnchad mac Cellaig
- 976-996: Gilla Pátraic mac Donnchada
- 996-1003: Cellach mac Diarmata

## Dynastie des Mac Gilla Pátraic
- Donnchad mac Gilla Pátraic 1003-1039 également roi de Laigin de 1037 à 1039.
- Gilla Pátraic mac Donnchada II 1039-1055
- Muirchertach mac Gilla Pátraic 1039-1041 « Leth ri »
- Domnall mac Gilla Pátraic 1055-1087
- Donnchad mac Domnail 1087-1089
- Muirchertach mac Domnaill († 1095) Rigdamna
- Gilla Pátraic Rúad mac Gilla Patraic 1090-1103
- Cerball 1103-vers 1113,  rí Deiscairt Osraighe
- Domnall Rúad mac Gilla Pátraic ????-1109
- Domnall mac Donnchada mac Gilla Patraic  ???? - 1113
  - Finn Ua Cáellaide 1103-????  Leth-ri
- Donnchad Bálc mac Gilla Pátraic Rúaid après 1119-1123
- Donnchad Dúb vers 1121-vers 1121
  - Murchad Mac Murchada Uí Cheinnselaigh[2] vers 1123-1126
- Conchobar mac Cerbaill 1123-vers 1126
- Gilla Pátraic mac Domnaill Mac Gilla Patraic vers 1126-1146
- Cerball mac Domnaill Mac Gilla Patraic 1146-1163 rí Deiscairt Osraighe
  - Murchad Ua Cáellaide vers 1146-1151 Leth-ri
- Donnchad mac Gilla Pátraic Mac Giolla Phádraig avant 1151-1162 Leth-rí Tuaisceat Osraighe
- Domnall mac Gilla Patric  Mac Gilla Patraic 1162/63-1165
- Donnchad mac Domnaill Mac Gilla Patraic 1165-1168
- Domnall mac Cerbaill Mac Gilla Patraic 1165-1176
- Domnall Mac Giolla Phádraig 1168-1185
  - Diarmait Ua Cáellaide 1170-1172 Leth-ri
- Máel Sechlainn Mac Gilla Patraic 1185-1193/1194

## Sources
- (en) T.W Moody, F.X. Martin, F.J. Byrne, A New History of Ireland IX Maps, Genealogies, Lists. A companion to Irish History part II, Oxford, Oxford University Press, 2011, 690 p. (ISBN 978-0-19-959306-4), p. 135 Kings of Osraige 842-1176 Table n°9 & Succession Lists: Kings of Osraige a.842-1176 p. 202
- (en) « The FitzPatricks of Ossory  », T. Lyng, Old Kilkenny Review, Vol. 2, no. 3, 1981.
- Stokvis, Anthony Marinus Hendrik Johan, préface de H. F. Wijnman, Manuel d'histoire, de généalogie et de chronologie de tous les États du globe, depuis les temps les plus reculés jusqu'à nos jours, Israël, 1966, p. 272 Table n°28a Généalogie des rois d'Ossory
- (en) Bart Jaski, Genealogical tables of medieval Irish royal dynasties, Dublin, Four Courts Press, 2013 (ISBN 9781846824265), p. 126 Tableau-47 Osraige a.6th-8th c. &  127 Tableau-47 Osraige b.9th-12th c.
- (en) Gearóid Mac Niocaill, Ireland before Vikings, Dublin, Gill & Macmillan, 1972, p. 129 Fig. n° 23 Rulers of Osraige 693-802
- (en) William Carrigan The History and Antiquities of the Diocese of Ossory
- (en) J.F. Shearman, « Loca Patriciana: Part XII. The Early Kings of Ossory: The Seven Kings of Cashel Usurpers in Ossory: The Kings of the Silmaelodra-Of the Clan Maelaithgen - Maelduin Mac Cumiscagh-Cearbhall Mac Dungal: The Anglo-Norman Invasion of OssoryMartin the Elder, a Patrician Missionary in Ossory: His Churches », The Journal of the Royal Historical and Archaeological Association of Ireland, vol. 4 no 33/34,‎ 1878, p. 336-408 (JSTOR 25506726) Consulté le 28 décembre 2020